# Liste der Mitglieder der Deutschen Akademie der Naturforscher Leopoldina

Logo der Deutschen Akademie der Naturforscher Leopoldina

Die Liste der Mitglieder der Deutschen Akademie der Naturforscher Leopoldina e. V. enthält alle Personen, die seit 1652 Mitglied der Deutschen Akademie der Naturforscher Leopoldina waren oder noch sind. Die Liste teilt sich in Unterlisten, welche nach dem Aufnahmejahr sortiert sind. Bis Oktober 2016 wurden 7700 Mitglieder aufgenommen, von denen gegenwärtig etwa 1500 noch aktiv sind.

## Legende
- Nr.: Matrikelnummer
- Name: Der Name der Person, wie sie in der Literatur der Leopoldina geführt wird.
- Beiname: Der Beiname, in der Literatur als Cognomen angegeben, der mit dem Eintritt in die Leopoldina verliehen wurde. Beinamen wurden bis 1869 verliehen, jedoch nicht an alle Personen.
- Geboren: Geburtstag
- Aufnahme: Tag der Aufnahme im jeweiligen Jahr
- Gestorben: Todestag
- Fachsektion/Sektion: Ab 1873 wurden die Mitglieder einer oder mehrerer ihrer fachlich nahe stehenden Fachsektionen, heute nur noch als Sektion bezeichnet, zugeordnet.
- Bild: Bild der Person